# Law–Racoviță kutatóállomás
A Law–Racoviță kutatóállomás (románul: Stația Law-Racoviță) egy antarktiszi kutatóállomás, mely az első ilyen jellegű romániai működtetésű intézmény. Nevét Emil Racoviță román és Phillip Law ausztrál kutatókról és felfedezőkről kapta.
A kutatóállomás az Erzsébet hercegnő-földön helyezkedik el, pontosabban a Larsemann-hegységben. 2003. január 13-án avatták fel, az 1986-ban épített, korábban Ausztrália által Romániának adományozott kutatóállomás helyén.
Az állomást a Román Antarktisz Alapítvány (románul: Fundația Antarctică Română) működteti, vezetője Teodor Negoiță román sarkkutató.

## Fordítás
- Ez a szócikk részben vagy egészben  a   Law-Racoviţă Station című angol Wikipédia-szócikk fordításán alapul.  Az eredeti cikk szerkesztőit annak laptörténete sorolja fel. Ez a jelzés csupán a megfogalmazás eredetét és a szerzői jogokat jelzi, nem szolgál a cikkben szereplő információk forrásmegjelöléseként.